# Joseph Bruce Ismay
Joseph Bruce Ismay (Crosby, 13 dicembre 1862 – Mayfair, 17 ottobre 1937) è stato un imprenditore britannico.
Come amministratore delegato della compagnia marittima White Star Line, partecipò al viaggio inaugurale del transatlantico RMS Titanic, al quale egli stesso diede il nome.

## Biografia

### Primi anni
Joseph Bruce Ismay nacque il 12 dicembre 1862 a Crosby, Lancashire, in Inghilterra. Era figlio di Thomas Ismay (7 gennaio 1837 - 23 novembre 1899) e Margaret Bruce (1837 - 9 aprile 1907), quest'ultima figlia dell'armatore Luke Bruce. Il padre fu socio principale della Ismay, Imrie and Company, nonché fondatore della White Star Line. Joseph frequentò la scuola di Elstree e di Harrow, quindi fece da tutore in Francia per un anno.
Passò a lavorare come apprendista nell'ufficio del padre per quattro anni, poi viaggiò nel resto del mondo. Si trasferì in ultimo a New York per lavorare come rappresentante e agente della sua società. Il 4 dicembre 1888 si sposò con Julia Florence Schieffelin, figlia di George Richard Schieffelin e Julia M. Delaplaine, a New York, con la quale ebbe cinque figli:
- Margaret Bruce Ismay (nata il 29 dicembre 1889), che sposò George Ronald Hamilton Cheape (1881-1957) nel 1912;
- Henry Bruce Ismay (nato nell'aprile 1891 - morto il 1º ottobre 1891);
- Thomas Bruce Ismay (nato il 18 febbraio 1894), che sposò Jane Margaret Seymour;
- Evelyn Constance Ismay (nata il 17 luglio 1897), che sposò Basil Sanderson (1894 - 1971) nel 1927.
- George Bruce Ismay (nato il 6 giugno 1902), che sposò Florence Victoria Edrington nel 1926.

Nel 1891, Ismay ritornò con la sua famiglia nel Regno Unito, entrando come socio nella ditta di suo padre (Ismay, Imrie and Company). Nel 1899 Ismay divenne capo negli affari di famiglia; la White Star Line esordì internazionalmente sotto il suo comando. Oltre ad occuparsi di navigazione con la White Star, Ismay fu anche direttore di molte altre società. Nel 1901 gli fu proposto dagli Stati Uniti di costruire un conglomerato di spedizione internazionale ed egli decise di unire la sua ditta con la International Mercantile Marine Company.

### La classe Olympic e l'affondamento delTitanic
Nel 1907 Ismay si incontrò con Lord William Pirrie, il presidente della Harland and Wolff, società di costruzioni navali di Belfast. I due progettarono la costruzione di tre transatlantici gemelli non più veloci ma molto più grandi e lussuosi dei giganti della Cunard Lusitania e Mauretania, da poco entrati in servizio. Le nuove navi di Ismay non solo sarebbero state più grandi e sfarzose, ma avrebbero avuto anche maggior capacità di governo del timone e avrebbero utilizzato tecnologie all'avanguardia. Si prevedeva l'ospitalità a bordo delle persone più ricche del mondo e dell'alta borghesia e si desiderava offrire viaggi confortevoli anche ai passeggeri più umili, motivo per cui anche gli ambienti di seconda e terza classe vennero concepiti per essere molto più accoglienti rispetto alle sistemazioni analoghe sulle altre navi dell'epoca. 
Le tre navi furono progettate e costruite. La seconda di esse, il Titanic, cominciò il suo viaggio inaugurale da Southampton, Inghilterra, verso New York, il 10 aprile 1912. La prima e la terza delle navi ideate da Ismay furono, invece, l'Olympic, che entrò in servizio il 14 giugno 1911, anch'esso con una traversata da Southampton a New York, ed il Britannic, che non svolse mai servizio civile in quanto prima del suo completamento scoppiò la prima guerra mondiale, quindi si dovette convertirlo in nave ospedale, ed affondò nel 1916 a causa di una mina navale tedesca. Le tre navi, nel loro insieme (Titanic compreso), formarono la classe Olympic e furono soprannominate "Giganti".
Ismay accompagnò le sue navi durante i loro viaggi inaugurali. Durante quello del Titanic si verificò però un fatale incidente: l'impatto contro un iceberg a sud delle Grandi Baie di Terranova, che ne causò l'affondamento nella notte tra il 14 ed il 15 aprile 1912. In quell'occasione, Ismay fu una delle 705 persone che si salvarono sulle scialuppe di salvataggio. Fu poi tratto in salvo, con gli altri superstiti, dalla RMS Carpathia (della Cunard Line) e arrivò a New York il 18 aprile. Dopo essere stato raccolto dalla Carpathia, Ismay fu visitato dal medico di bordo e nei tre giorni di viaggio verso gli Stati Uniti non rilasciò dichiarazioni, non mangiò niente di solido, ricevette un solo visitatore e fu tenuto sotto sorveglianza.
Dopo il disastro, Ismay fu attaccato con ferocia dall'opinione pubblica e dalla stampa sia negli Stati Uniti che nel Regno Unito per aver abbandonato la nave con ancora donne e bambini a bordo. Alcuni giornali storpiarono il suo nome chiamandolo "J. Brute Ismay" ("J. Bestia Ismay") e fu suggerito che la bandiera della White Star Line fosse cambiata con un colore giallo-rossastro; anche alcuni funzionari espressero opinioni negative sul suo conto. La società inglese lo bollò come "uno dei più grandi codardi della storia". La stampa diventò sempre più aggressiva nei suoi confronti, soprattutto i giornali di William Randolph Hearst. Ismay si dimise, come presidente, dalla International Mercantile Marine Company nel 1913 e fu sostituito da Harold Sanderson.
Dopo la tragedia del Titanic, Ismay fu uno dei testimoni durante le indagini collegate, rilasciando diverse interviste sia al senato degli Stati Uniti, sia al Ministero del commercio britannico, e continuò a essere attivo nel settore degli affari marittimi. Inaugurò una nave scuola per la marina mercantile britannica, chiamata Mersey; donò 11000 £ per avviare un fondo dei marittimi caduti e, nel 1919, donò 25000 £ al fine di preparare un fondo per riconoscere il contributo dei marinai morti nella prima guerra mondiale.

### Morte
Un residente del Wirral, dall'altra parte del fiume Mersey, trovò il corpo di Ismay senza vita a Mayfair, Londra, il 17 ottobre 1937; la sua morte fu determinata da un ictus. Il funerale fu tenuto il 21 ottobre 1937 e Ismay fu seppellito nel Cimitero di Putney Vale, Londra. Dopo la morte, la moglie si trasferì negli Stati Uniti, dove ottenne la cittadinanza il 14 novembre 1949. Julia Florence Ismay morì il 31 dicembre 1963, a Kensington, Londra.

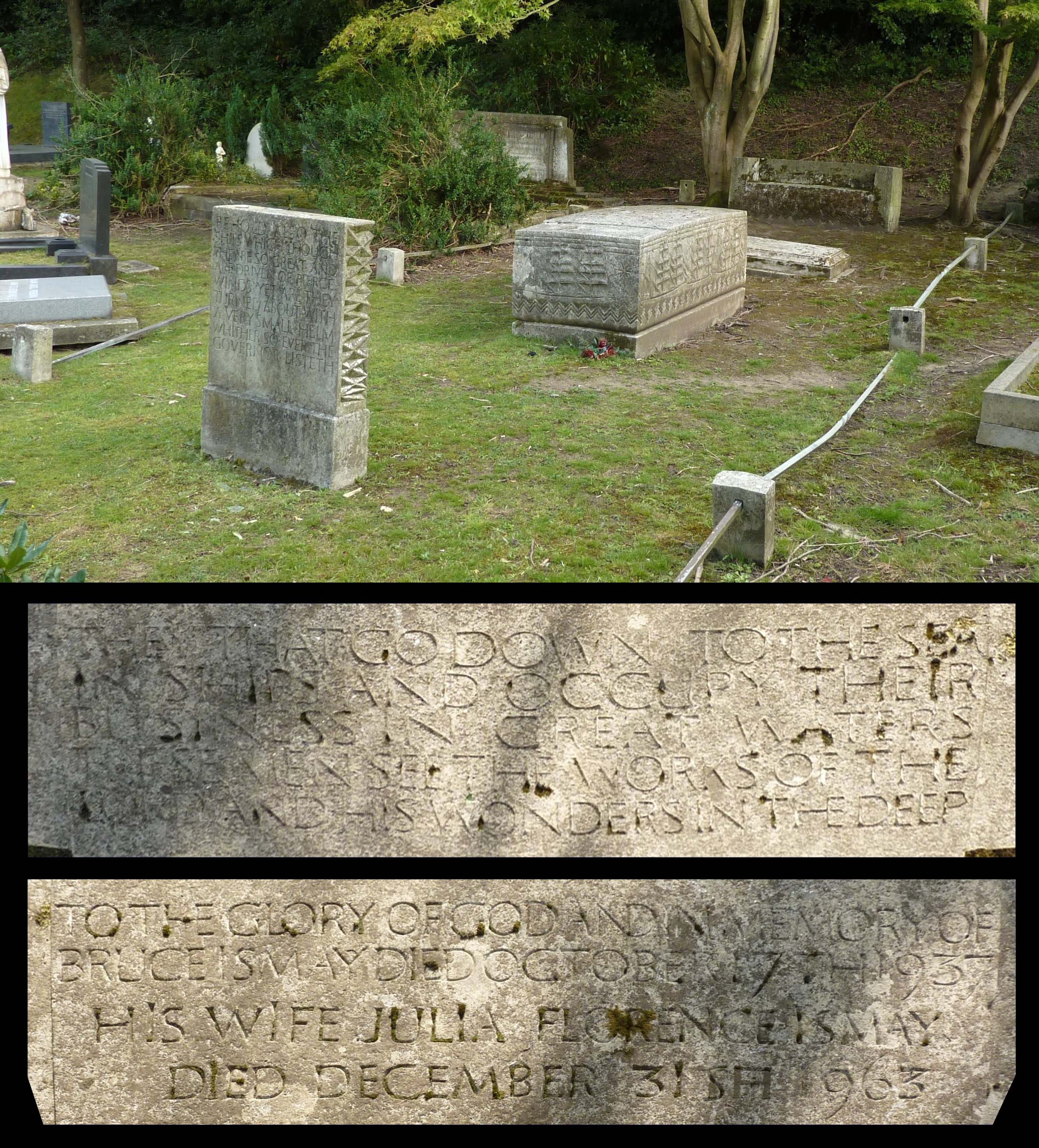
La tomba della famiglia Ismay al Cimitero di Putney Vale a Londra. 2014.

## Controversie sugli avvenimenti dell'affondamento
Esistono varie controversie riguardo alle azioni di Ismay a bordo del Titanic. Durante le investigazioni congressuali, alcuni passeggeri testimoniarono di averlo sentito mentre si accordava con il comandante Smith durante il viaggio per aumentare il più possibile la velocità del transatlantico, nonostante fossero stati ricevuti messaggi che segnalavano la presenza di iceberg. Un passeggero disse di aver visto Ismay a cena poco dopo l'arrivo di uno di tali avvisi. Altre testimonianze furono ritenute infondate o inattendibili.
Durante il naufragio, Ismay assistette l'equipaggio, cercando di far caricare le lance di salvataggio il più possibile, secondo le ripetute richieste dell'ingegnere Thomas Andrews, progettista della nave. Lui e un altro passeggero di prima classe (William Carter) furono invitati a salire su uno dei battelli di salvataggio in un momento in cui non c'erano più donne e bambini tra i passeggeri nelle vicinanze. Ismay accettò, salvandosi, e ciò gli costò aspre critiche per il resto della vita, in quanto c'erano ancora donne e bambini da salvare altrove nella nave. Il suo servitore personale Richard Fry e il suo segretario William H. Harrison rimasero su un'asse galleggiante e perirono quando la nave si inabissò.

## Nella cultura di massa
Ismay venne interpretato da vari attori nei diversi film basati sulla storia del Titanic:
- da Ernst Fritz Fürbringer nel film La tragedia del Titanic (1943);
- da Allyn Joslyn nel film Titanic (1953);
- da Frank Lawton nel film Titanic, latitudine 41 nord (1958);
- da Ian Holm nel film televisivo S.O.S. Titanic (1979);
- da Roger Rees nella miniserie televisiva Titanic (1996);
- da Jonathan Hyde nel film Titanic (1997), pellicola in cui lo si vede mentre si vanta continuamente del fatto di aver idealizzato il Titanic e di averlo voluto battezzare con tale nome e mentre tenta di convincere il capitano Smith ad aumentare la velocità per arrivare in anticipo a New York, allo scopo di fornire pubblicità alla nave e alla compagnia;
- da James Wilby nella miniserie televisiva Titanic (2012);
- da Gray O'Brien nella miniserie televisiva Titanic - Nascita di una leggenda (2012).